# Pogromi leta 1391 v Španiji
Antisemitski pokol leta 1391 je bil primer antisemitizma in nasilja nad Judi, ki se je začel 6. junija istega leta v mestu Sevilja in se razširil na skoraj vsa krščanska kraljestva Iberskega polotoka : kraljestvi Kastilija in Aragonija ter navarsko kraljestvo. V glavnih judovskih četrtih mest so potekali ropi, požigi, pokoli in prisilna spreobrnjenja  Judov. Najhujši upori so bili tisti, ki so se začeli v Sevilli, nato pa tisti, ki so se zgodili v Kordobi, Toledu in drugih kastiljskih mestih. 
Zgodovinsko gledano se ta pokol označuje s srednjeevropskim izrazom " pogrom "  in hebrejsko גזירות קנ"א   , Gzirot kana,   "pogrom" ali "prisilne spreobrnitve leta 5151" (ustrezno leto v hebrejskem koledarju ).

## Vzroki
Najgloblji vzroki izvirajo iz krize v 14. stoletju, ki je poleg gospodarskih in socialnih učinkov  v Kastiljski kroni povzročil prvo kastiljsko državljansko vojno in ustanovitev hiše Trastámara (1366–1369),  ki se je od leta 1390 soočala s posebej občutljivim trenutkom: prihod Henrika III. Kastiljskega na prestol kot mladoletnega (11 let);  k temu se je pridružilo razmerje med avtoritarno monarhijo in Judi, zlasti družbena zaznava tega odnosa.

Celotna Evropa je pol stoletja trpela zaradi kuge leta 1348, ki je imela uničujoče demografske posledice (ocenjuje se, da je umrla tretjina prebivalstva celine), družbeno-gospodarske in politične. V iskanju razlag za ta pojav je bilo mogoče zaznati poseganje po vseh vrstah magično-domišljijskih vzrokov, kot  na primer pripisovanje kuge božji kazni kristjanov, ker so med njimi dovolili prisotnost božje morilske rase (Judov) med seboj;  ali pa so Jude neposredno obtoževali, da so zastrupljali vodnjake, da bi širili kugo (pri čemer jim pripisujejo namen uničenja krščanstva). Poslabšanje sobivanja, ki ga je spremenil tudi sloves Judov kot bogatih in želja po tem, da bi jih oropali,  je pripeljalo do izbruha antisemitskih uporov, vključno z množičnimi poboji Judov, ki so se začeli v srednji Evropi in razširili vse do Španijo. Ricardo García Cárcel v delu »Inkvizicija« ( ISBN 84-7969-011-9 )  pripominja, da je, glede na to, da so se množična spreobrnjenja zgodila med letoma 1391 in 1415, malo verjetno pripisovati okrepitev inkvizicijske ustanove s strani katoliških kraljev preganjanju »judaizma«, in jo povezuje s poskusom Izabele in Ferdinanda, da bi si pridobila cerkveno podporo za svoj namen vzpostavitve absolutne oblasti.
Očitna sovražnost do judovskega prebivalstva v Sevilli se je še stopnjevala zaradi škandala, ki se je zgodil leta 1379, v katerega je bil vpleten José Pichón (judovsko ime Yusaph ali Yuzaf ), almojarife in glavni računovodja (upravitelja kraljevih davkov) Henrika II. Kastiljskega . Ker so ga obsodili njegovi lastni judovski soverniki, je naprej šel v zapor, a je bil po plačilu 40.000 dublonov izpuščen. Vendar so ga v njegovem lastnem domu po običaju (po pridobitvi albalá, ki je dovoljevala smrt malsinov ) usmrtili trije člani judovske skupnosti. Kralj je ukazal ubiti tri Jude, odgovorne za usmrtitev, in odsekati roko glavnemu sodnemu uradniku, ki je pri njej sodeloval. Od takrat naprej je bila judovska skupnost odvzeta moči, ki jo je imela do takrat, da med svojimi člani uveljavlja krvno pravičnost .     

## Pokol
Neposredni vzrok za seviljski upor so bile antisemitske pridige, ki jih je petnajst let (1376) izvajal naddekan iz Écije Ferrán Martínez, ki je hujskal prebivalstvo Seville proti Judom.  Udeleženci upora, privrženci pridigarja, so bili znani kot morilci Judov .  Verskim razlogom se pridružila še zaznava nekaznovanosti tistih, ki so napadali in uničevali sinagoge zaradi političnih razmer (oblastno praznino v času mladoletnosti Henrika III.). 
Poboji Judov so se razširili v druga mesta, sprva po dolini reke Guadalquivir ( Kordoba, Andujar, Montoro, Jaen, Ubeda, Baeza itd.), nato pa po Južni planoti (Villa-Real -danes Ciudad Real-, Cuenca, Huete, Escalona, Madrid, Toledo -18. junij-, itd.) ter po drugih kastiljskih območjih ( Burgos, Logrono -12. avgust- itd.) in po območju Aragonske krone ( Valencia -9. julij-, Orihuela, Xativa, Barcelona -5. avgust-, Lerida -13. avgust-, Majorka itd.), kjer so prav tako potekale antisemitske pridige: zlasti tista svetega Vincenta Ferrerja (njegovo geslo je bilo krst ali smrt  ). Nekateri avtorji zanikajo, da je bil Vicente Ferrer leta 1391 v Valencii, in vztrajajo, da nikoli ni odobraval nasilja, čeprav je menil, da je bila preizkušnja dobra priložnost za okrepitev kateheze . 
V času pogromov so se v Madridu sestali kastiljski kortesi . Ko so izvedeli za dogodke, so sklenili, da bodo v vsako mesto poslali pooblaščenca s pismom, oblikovanim v najbolj nujnih mogočih izrazih, v upanju, da bi uspelo zajeti upor; cilj, ki je bil dosežen le delno. 

### Sevilja
Sredi 14. stoletja je bilo število judovskih družin v seviljski judovski četrti ocenjeno na približno dvesto (to je bila druga judovska četrt Kastiljske krone, takoj za Toledom);  Mnogi od njih so bili posvečeni industriji in trgovini . Posojanje denarja po visokih obrestih in njihovo bogastvo sta vzbujala zavist in sovraštvo prebivalstva. Judje so bili pogosto izpostavljeni napadom in zlorabam.
Prvi upor je izbruhnil 15. marca 1391, med katerim je bilo ubitih več Judov; toda plemiči, ki so jih varovali, so upor kmalu zatrli. Tri mesece pozneje, 6. junija, je razjarjeno prebivalstvo množično napadlo judovske četrti, ropalo in zažigalo hiše. Poročali so, da je bilo ubitih več kot 4000 Judov, čeprav je bila večina prisiljena sprejeti krst, da bi rešila svoja življenje.  Po pismu Hasdaija Crescasa so bile ženske in otroci prodani v suženjstvo Muslimanom . 
Kancler Pero López de Ayala je v svoji knjigi Kronika vključil omembe tega upora:
V teh dneh so v dvorano, kjer je bil zbran svet gospodov, vitezov in prokuratorjev, prišli judje s kraljevega dvora, ki so tja prišli kot eni najuglednejših iz kraljestva zaradi dajatev, ki so se takrat določale, in povedali so jim, da so prejeli pisma iz aljame mesta Sevilja, da neki nadžupnik iz Écije v seviljski cerkvi, imenovan don Ferrand Martínez, pridiga na trgu proti Judom in da je vse prebivalstvo razburjeno proti njim. In ker sta Don Juan Alfonso, grof de Niebla, in Don Álvar Pérez de Guzmán, glavni sodni izvršitelj Sevilje, dala pretepsti nekega moža, ki je delal zlo Judom, se je vse prebivalstvo Sevilje uprlo, zaprli so izvršitelja in hoteli ubiti omenjenega grofa in Don Álvarja Péreza; in da so potem vsa mesta bila razburjena z namenom, da bi uničila Jude, zato so jih prosili, naj vendar ukrenejo kakšno rešitev.

Ko je Svet prejel pritožbo Judov iz Sevilje, je v Seviljo poslal viteza iz mesta, ki je bil v Madridu kot prokurator, drugega v Córdobo, in prav tako so poslali poslance in kraljeva pisma tudi v druge kraje — najstrožja, kar so jih lahko v tej zadevi sestavili. In ko so ti poslanci z kraljevimi pismi, ki jih je izdal Svet, prispeli v Seviljo, Córdobo in druge kraje, se je položaj nekoliko umiril, a le malo, saj so bili ljudje zelo razburjeni in niso imeli strahu pred nikomer, pohlep po ropanju Judov pa je vsak dan bolj naraščal.

(...)

Kralj je prišel v mesto Segovia; in ko je bil tam, je izvedel, da je prebivalstvo mesta Sevilja oropalo judovsko četrt in da se je večina Judov tam spreobrnila v kristjane, mnogi pa so bili ubiti. In da so, ko so to novico izvedeli v Córdobi in Toledu, storili enako, in prav tako v mnogih drugih krajih kraljestva.

Ko je kralj izvedel, da so Judje iz Sevilje, Córdobe in Toleda uničeni, je sicer pošiljal svoja pisma in samostrelce v druge kraje, da bi jih zaščitil, vendar je bil položaj tako razplamten, da ni imel nobenega učinka; nasprotno — zadeva se je vsak dan bolj razširjala: in zgodilo se je, da so enako ravnali tudi v Aragoniji ter v mestih Valencia, Barcelona, Lérida in drugih krajih.

In vse to se je zgodilo iz pohlepa po ropu, kot se je zdelo, bolj kot iz pobožnosti.

Enako so hoteli storiti tudi Mavrom, ki so živeli v mestih in vaseh kraljestva, a si niso upali, saj so se bali, da bi kristjane, ki so bili ujeti v Granadi in onstran morja, ubili.

Začetek vsega tega dogajanja in škode za Jude pa je prišel zaradi pridig in hujskanja nadžupnika iz Écije, ki je bil v Sevilji; kajti še preden je kralj don Juan umrl, je začel pridigati proti Judom; in prebivalstvo, bodisi zaradi teh pridig, bodisi zaradi želje po ropanju, pa tudi ker niso imeli strahu pred kraljem zaradi njegove mladoletnosti in zaradi razdora med gospodo kraljestva glede oporoke in Sveta — mesta, vasi in vitezi namreč niso spoštovali ne kraljevih pisem ne njegovih ukazov —, vse to je povzročilo zlo, kot smo ga opisali.
Leta 1396 je kralj dal nalogo Diegu Lópezu de Zúñigi in Juanu Hurtadu de Mendozi, in sicer, da prenovita judovsko četrt v Sevilli, ki se je preimenovala v Villa Nueva . Štiri sinagoge so bile spremenjene v cerkve ali samostane: cerkev Santa María de las Nieves ali Santa María la Blanca, cerkev Santa Cruz, ki je stala na zemljišču, ki ga danes zaseda Plaza de Santa Cruz, zemljišče, katerega je kraljica Izabela Katoliška konec 15. stoletja podarila dominikanskim redovnicam samostana Matere Božje in celo cerkvi sv. Bartolomeja (ki je bila z donacijo kralja Alfonza X. namenjena hebrejskemu bogoslužju kot sinagoga. Ta stavba je bila že preurejena v krščansko župnijo in je do razglašene ruševine leta 1778 ohranila svoje hebrejske napise). 

### Kordoba
Dva dni po začetku sevillskega upora je izbruhnil tudi upor v Kordobi. Pod pretvezo, da bi Judje prisilili v spreobrnitev v krščanstvo, je množica, v kateri so bili tudi duhovniki in služabniki iz plemiških hiš, vdrla v judovsko četrt in v grad, ropala in ubijala Jude.  Pokol je trajal tri dni, med katerimi je bila uničena skoraj vsa judovska skupnost v Kordobi. Tisti, ki niso bili ubiti, so bili prisiljeni v spreobrnitev.
Velikost dogodka so ocenili v kasnejšem sodnem postopku, ki ga je vodil Pedro Martínez. Poleg zaporne kazni in izgnanstva (v dokumentih ni jasno, ali so bile izrečene smrtne kazni) je naložil globe, katerih znesek je bil neposredno dogovorjen med kraljem in mestnim svetom leta 1395, in sicer v ogromnem znesku 40.000 zlatih dublonov za kraljevo blagajno, kar je bilo obravnavano kot nadomestilo, ki ga je moral plačati kralj (in ne Judje) zaradi "ropanja, vdora in uničenja moje judovske četrti in gradu". 
Judovska četrt ni utrpela nepopravljive škode, čeprav je bila takoj pokristjanjena, morilci pa so prevzeli hiše in premoženje svojih žrtev. Sinagoga, ki je bila zgrajena leta 1315, je izgubila svojo prvotno funkcijo in bila najprej uporabljena kot bolnišnica za steklino, kasneje pa kot kapela svetnikov Crispina in Crispiniana .

### Toledo
Konec 14. stoletja je bilo Toledo mesto z znatno judovsko in muslimansko populacijo. Imelo je deset sinagog in petštudijskih in molitvenih središč oziroma medres, h katerim je morda treba dodati še dve, za kateri obstajajo dokumentarni dokazi. Od teh desetih so bile skoraj vse uničene po pogromu leta 1391, in zanesljivo so bile identificirane le Novi tempelj, Nova sinagoga ali Glavna sinagoga, preurejena v cerkev Santa María la Blanca , in Sinagoga Tranzita, v kateri trenutno domuje Sefardski muzej .  18. junija 1391 so upori dosegli mesto in judovska četrt Toleda je bila napadena v temi noči na podoben način kot druga mesta v kraljestvu. Med žrtvami pokola so bili ugledni obrtniki, pesniki in pisatelji.
V toledski judovski četrti je stal pomemben in star mlin, ki so ga po pokolih imenovali Mlin pokola ali Mlin judovstva.
...v Toledu se je narodna razburjenost nadaljevala in številni Judje so padli v jame – bodisi sežgani na grmadah, bodisi prebodeni z ostrim orožjem, nekateri so bili pahnjenimi v prepad, drugi vrženi v cisterne. Veliko privržencev Mojzesove postave je prestalo strašne muke – bili so obglavljeni, zmetani drug na drugega, zmečkani, zdrobljeni med mlinskimi kamni svojih lastnih mlinov, tako da so vode reke Tajo še dolgo časa tekle obarvane s krvjo.
Juan Moraleda y Esteban (1911)

Februarja 1398 je kralj naročil županu Juanu Alfonsu in glavnemu blagajniku Juanu Rodríguez de Villarealu, naj preiščejo, kdo je izvršil ropanje v judovski četrti Toleda, in naložil krivcem globo v višini 30.000 zlatih dublonov. Katastrofalne ekonomske posledice za mesto so se zelo hitro občutile; zlasti pri posameznikih, samostanih in drugih verskih ustanovah, ki so izgubile dohodke, ki so bili vezani na davke judovskih aljam. Najbolj prizadeti so bili kaplani Kraljeve kapele, katerih cerkveni prihodki so izhajali iz judovske četrti. 

### Barcelona
5. avgusta 1391 na dan, ko so praznovali svetega Dominika, je bila napadena in uničena judovska četrt ali <i id="mwAT4">klic</i> Barcelone, ki je takrat imela 15 % celotnega prebivalstva mesta ( Benjamin iz Tudele, ki je potoval skozi mesto v 11. stoletju, ga je opisal kot sveto skupnost modrih in preudarnih mož ter velikih vladarjev ). Bilo je približno 300 smrtnih žrtev. Pet sinagog klica je skupaj z vsem premoženjem judovske skupnosti postalo kraljeva last.
Po spreobrnitvah so lahko prizadeti zasedli položaje, ki so jim bili prej prepovedani zaradi njihove judovske pripadnosti.

### Območja brez nemirov
Opažena je bila manjša intenzivnost uporov, ki so se širili proti drugim krajem po tem, ko so dosegli Ciudad Real, Toledo in Madrid. Ilescas, Ocaña in Torrijos so utrpeli manjšo škodo. Zdi se, da druga mesta v osrednjem območju z znamenitimi judovskimi četrtmi niso utrpela nemirov, kot so Maqueda, Talavera de la Reina, Alcalá de Henares, Guadalajara, Hita, Uceda, Buitrago, Mondéjar, Pastrana, Almoguera, Zorita, Tendilla, Cogolludo, El Puente del Arzobispo, Cobeña ali Torija . Ta pojav se pripisuje dejstvu, da so bile te judovske skupnosti pod zaščito mogočnih posvetnih ali cerkvenih gospodarjev, kot so bili nadškofija Toledo, red Calatrava in hiša Infantado . 
Kar zadeva aragonsko krono, so bile judovske skupnosti v Barceloni, Valencii in na Mallorci močno prizadete (pravijo celo, da so »izginile«)), medtem ko je skupnost v Zaragozi celo napredovala, saj se je število družin leta 1369 povečalo s 300 na 350 v začetku 15. stoletja.

## Posledice
Med smrtmi, pobegi in prisilnimi spreobrnitvami so številne judovske skupnosti zlasti tiste v Sevilli praktično izginile.
Zaradi tega upora so bile v tem času uničene judovske aljame v Sevilji, Córdobi, Burgosu, Toledu, Logroñu in v številnih drugih krajih kraljestva; v Aragoniji pa tiste v Barceloni, Valencii in mnoge druge; tisti, ki so pobegnili, so ostali zelo revni.— Pero López de Ayala.
Več kot dvesto tisoč Judom so prisilno spremenili vero v vero tujega boga te dežele— Yosef ben Sadiqq de Arévalo.
Zgodovinski procesi, ki so nastali in se nadaljevali po uporu, so bili zelo pomembni: v osnovi je problem starokrščanstva in novega krščanstva nastal kot posledica pojava velike skupnosti judovskih spreobrnjencev iz prisilnih spreobrnjencev (ne glede na to, ali so bili iskreno spreobrnjeni ali so svojo staro vero skrivaj ohranili - kripto-Judje -, saj jih je družba vse dojemala enotno in brez razlikovanja, pri čemer so jih zaničevalno imenovali  »marani«; ime, ki so ga prizadeti raje uporabljali, kot navaja Michael Alpert v: "Kripto-judovstvo in inkvizicija v 17. in 18. stoletju", ISBN 84-344-6631-7 ). Tako imenovan "problem spreobrnjencev" je imel za temeljna mejnika upor Pedra Sarmienta oziroma protikonvertijski upor v Toledu (1449), okrepitev španske inkvizicije, ustanovljene v Aragonu proti katarski herezi v 13. stoletju -R Gª-Cárcel, op. cit. -, v buli Siksta IV.: 'Exigit sinceras devotionis affectus' (1478) in izgon Judov iz Španije leta 1492; in se takrat niti ni končalo, ampak se je nadaljevalo v moderni dobi .

### Val izseljevanja
Pogrom leta 1391 je povzročil velik val izseljevanja, tako znotraj Iberskega polotoka (sprva proti Portugalski ) kot zunaj njega (kasneje proti Severni Afriki ) in na kraje, ki danes pripadajo Turčiji, kot sta Istanbul ali Izmir (Vir: 'Sefardim', José Meir Estrugo).
Med tistimi, ki so izvedli to izselitev, je bila družina Abravanel, ki se je po prisilni spreobrnitvi Samuela Abravanela leta 1391 izselila iz Seville na Portugalsko. Med izseljenci v Magreb je bil tudi rabin Isaac ben Sheshet Perfet  - znan po svoji hebrejski kratici Ribash (ריב"ש) -, talmudski strokovnjak in ena vodilnih srednjeveških sefardskih rabinskih avtoritet srednjega veka. Španski judovski priseljenci so imeli velik vpliv na judovske skupnosti v Severni Afriki in povzročili kulturni preporod med Judi na tem območju.